# Pierre Tardivel
Pour les articles homonymes, voir Tardivel.
Pierre Tardivel,  né le 26 novembre 1963 à Annecy, est un guide de haute montagne et skieur extrême français qui a ouvert de nombreux couloirs à ski.

## Biographie
Dans un premier temps, Pierre Tardivel fait des études à l'institut universitaire de technologie d'Annecy et trouve un emploi dans une banque. Il se marie avec Katherine (ou Kathy) Renaud, avec qui il a deux enfants. Celle-ci a été son attachée de presse et a organisé de nombreux tournages de film diffusés sur Ushuaïa, Les Carnets de l'Aventure ou le magazine Montagnes sur France 3.
Au début des années 1980, il fait l'apprentissage du ski extrême avec Daniel Chauchefoin, un des pionniers de cette discipline. Il réalise une centaine de premières en ski extrême dans les Alpes. Parmi celles-ci figurent notamment les ouvertures du couloir nord du Trélod dans le massif des Bauges en 1984 à ses débuts, de la face nord du Grand Pilier d'Angle au Mont-Blanc en 1988, l'aiguille de Triolet en 1995, les Jardins de Kathy dans les Aravis en 2001, une voie dans la face nord du Pécloz baptisée Deprofundis en 2004, ou encore les Florianes sur l'Arcalod dans les Bauges et le couloir Angélique sur Les Courtes dans le Mont-Blanc, du nom de leurs deux enfants. En 1992, il participe à une expédition sur l'Everest qui lui permet d'établir un nouveau record d'altitude à skis depuis son sommet Sud à 8 760 m.
En 2014, il s'initie au snowboard et devient un adepte de cette pratique.
Ayant cessé son activité de guide de haute montagne, il devient distributeur de livres de montagne auprès des libraires de Savoie.
Depuis la fin des années 2010, il est passionné d'ornithologie.

## Principales premières
Premières en ski extrême :
- 12 avril 1980 - Face nord-ouest de l’Étale, dans la chaîne des Aravis, avec Daniel Chauchefoin
- Mai 1980 - Couloir nord-ouest du Dôme des Nants, dans le massif de la Vanoise, avec Daniel Chauchefoin
- 1er février 1981 - Face sud de l’aiguille de Terrassin, dans le massif du Beaufortain, avec Daniel Chauchefoin
- 12 avril 1981 - Pente est du col du Diable, dans le massif du Mont-Blanc, avec Daniel Chauchefoin
- 19 avril 1981 - Couloir du Cardinal, à l’aiguille Verte, dans le massif du Mont-Blanc, avec Daniel Chauchefoin
- 7 mars 1982 - Face sud des Hauts-Forts, dans le massif du Chablais, avec Denis Keller
- 27 mars 1982 - Face ouest du mont Pécloz, dans le massif des Bauges, avec Daniel Chauchefoin
- 17 avril 1982 - Couloir sud-ouest de la Mamule et face nord du Tardevant, dans les Aravis, avec Daniel Chauchefoin
- 16 mai 1982 - Face sud-ouest des Droites, dans le massif du Mont-Blanc, avec Daniel Chauchefoin
- 18 février 1984 - Couloir nord du Trélod, dans les Bauges
- 29 février 1984 - Couloir sud-est de la montagne de Cotagne, dans les Bornes, avec Daniel Chauchefoin
- 1er mars 1984 - Couloir sud de Tête Ronde, dans les Bornes, avec Daniel Chauchefoin
- 18 mars 1984 - Face ouest du mont Buet, dans le massif du Giffre, avec Daniel Chauchefoin
- 21 avril 1985 - Face nord-ouest de la pointe de la Sana, en Vanoise, avec Daniel Chauchefoin
- 1er mai 1985 - Couloir nord-ouest du Paré de Joux, dans les Aravis
- 8 février 1986 - Couloir des Sorcières, aux aiguilles du Mont, dans les Aravis, avec Daniel Chauchefoin
- 16 février 1986 - Pointe Percée, par les Cheminées de Salanches, dans les Aravis
- 16 mars 1986 - Face sud-est de la Tête Pelouse, dans les Aravis, avec Philippe Got et Jean-Christophe Roumailhac
- 9 février 1987 - Couloir du Chien, versant Est de Roche Perfia, dans les Aravis avec Jean-Christophe Roumailhac, Vincent Sprungli et Christophe Weber
- 16 avril 1987 - Couloirs sud-ouest du Paré de Joux, dans les Aravis, avec Jean-Christophe Roumailhac
- 1er juillet 1987 - Couloir Cordier, en face nord des Courtes, dans le massif du Mont-Blanc
- 10 juillet 1988 - Versant sud-est du col de la Brenva et face nord du Grand Pilier d'Angle, versant italien du mont Blanc
- 30 octobre 1988 - Le Rideau, face nord des Dômes de Miage (enchaîné avec la Metrier), dans le massif du Mont-Blanc
- 26 mars 1989 - Face sud du mont Pourri, en Vanoise
- 11 juin 1989 - Éperon nord des Courtes, dans le massif du Mont-Blanc
- 1er juin 1990 - Face nord du Pain de Sucre, dans le massif du Mont-Blanc
- 25 juin 1990 - Face nord du mont Dolent (versant suisse), dans le massif du Mont-Blanc
- 12 mars 1991 - Face sud-est de la Roualle, dans les Aravis
- 2 juillet 1991 - Couloir ouest direct de l'aiguille du Goûter, dans le massif du Mont-Blanc
- 27 janvier 1992 - Voie des Tubulaires au mont Aiguille, dans le massif du Vercors, avec Rémy Lécluse
- 18 mars 1992 - Éperon des Éphémères, dans les Aravis
- 7 mai 1992 - Face sud-ouest du mont Dolent (versant italien), dans le massif du Mont-Blanc
- 27 septembre 1992 - Sommet Sud de l'Everest (8 770 m, c'était le record d'altitude à skis à l'époque, avant que Davo Karnicar réussisse l'intégrale à skis depuis le sommet, en 2000)
- 21 avril 1993 - Face nord de la pointe Blanche, dans les Bornes
- 2 mai 1993 - Face nord de la pointe de Balafrasse, dans les Bornes
- 1er juin 1993 - Couloir ouest de l’aiguille du Midi, dans le massif du Mont-Blanc
- 8 juillet 1993 - Contrefort central du versant italien du mont Blanc
- 17 février 1994 - Face sud du Charvin, dans les Aravis
- 21 mars 1994 - Face nord de la Tallada, dans les Pyrénées espagnoles
- Aiguille de Triolet (1995)
- Yarigatake au Japon (1994)
- Les Brenvitudes au mont Blanc (1er juin 2009)[4]
- Voie du Caribou au mont Blanc (5 juin 2010)
- Enchaînement de 4 descentes à l’aiguille du Midi (2000) et couloir ouest (1993)
- Face nord du Sirac (1997)
- Face nord du Grosshorn, en Oberland Bernois (2000)
- Aiguille de Bionnassay (2001)
- En Vanoise, Épena, Grande Casse, mont Pourri et Petite Aiguille de l'Arcelin (de 1989 à 2002)
- 2 couloirs des Gémeaux à l'aiguille du Goûter (2003)
- Nombreuses ouvertures dans les Bauges, Bornes et Aravis, de 1980 à 2001
- Versant nord des Arêtes de Rochefort - Massif du Mont-Blanc (2007)